# Mongeta carai
La varietat mongeta carai també coneguda com a mongeta carall o mongeta del pecat de nom científic Phaseolus vulgaris L., d'origen mesoamericà, les seves llavors són blanques, tenen forma rectangular/ovoide, són bastant aplanades i tenen una mida gran (aproximadament 50g/100 llavors. Carai pertany a la classe comercial Great Northern. Les seves plantes tenen creixement indeterminat. Les flors són completament banques i no presenten estries. Les beines són de color verd i són llargues. Les produccions són elevades. Des del punt de vista sensorial es caracteritza per una farinositat i percepció de la pell mitjanes i un sabor suau, lleugerament més intens que la varietat de ganxet, amb qui comparteix l'origen mesoamericà però amb produccions més altes. La cocció de la varietat carai és de menys de dues hores i pel que fa a la integritat del gra després de la cocció, solen trobar-se al voltant d'un 57% de grans esberlats. El seu aprofitament és en gra com de mongeta tendra, però el seu cultiu és residual. Tot i així durant és tant els últims temps a la zona del Vallès ha sorgit un grup de pagesos interessats en la seva promoció. Està inclosa en el Catàleg de les varietats locals d'interès agrari de Catalunya amb el número d'inscripció CAT001CVL

## Característiques agronòmiques
La varietat té unes produccions elevades al voltant del 2600kg/ha, i és una varietat tardana, amb una mitjana de 49 dies transcorreguts des de la sembra fins al moment en què el 50% de les plantes estan en floració. Cal tenir present que la producció és un caràcter molt influenciat per l'ambient, i en funció de l'any i la localitat on es planta. Es sembra aproximadament a mig juliol i es recull a principis de novembre, dades orientatives donat que poden canviar en funció de les condicions ambientals. En ser una varietat de mata alta necessita tutor